# سيرجيو دي راندامي
سيرجيو دي راندامي مواليد 5 يوليو 1984 في باراماريبو، هو لاعب كرة سلة سورينامي. بدأ مسيرته الاحترافية في سنة 2007. يلعب في الدوري الهولندي لكرة السلة. يحمل الرقم 8. لعب مع نادي أمستردام لكرة السلة ونادي دن هيلدر لكرة السلة.

## الإنجازات
- الدوري الهولندي لكرة السلة: 2007–08، 2008–09

## روابط خارجية
- سيرجيو دي راندامي على موقع الاتحاد الدولي لكرة السلة (الإنجليزية)
- سيرجيو دي راندامي على موقع كرة السلة الأوروبية.كوم (الإنجليزية)
- سيرجيو دي راندامي على موقع كلية كرة السلة في سبورتس رفرنس.كوم (الإنجليزية)
- سيرجيو دي راندامي على موقع ريلجم (الإنجليزية)
- سيرجيو دي راندامي على موقع بروبوليرز (الإنجليزية)
- سيرجيو دي راندامي على موقع سبورتس رفرنس (الإنجليزية)